# Roller Skater
Roller Skater is een stalen achtbaan in het Amerikaanse attractiepark Kentucky Kingdom die werd gebouwd door Vekoma. Het is een standaard achtbaan van het model Junior Coaster van dit bedrijf, gebouwd in 1994. De rit duurt in totaal 50 seconden en vanwege deze geringe tijd mogen de bezoekers twee keer. De baan is 207 meter lang, gaat 8,5 meter hoog en haalt een topsnelheid van 35 km/u.
Gesloten achtbanen: Chang · Greezed Lightnin' · Roller Skater · T² · Thunder Run · Stormchaser

Eerder gesloten en weggehaald: Road Runner Express · Starchaser · Vampire